# Counter-RAM
Counter-RAM（Counter-rocket, -artillery and-mortar、C-RAM）は、アメリカ陸軍が開発中のロケット弾や迫撃砲弾を迎撃するための兵器群である。ロケット弾、砲弾、迫撃砲弾による攻撃を受けた場合に、これらを空中で迎撃する数種の兵器システムを指す。LPWSやNBS C-RAMと名付けられた暫定的な兵器とEAPS、Iron Dome、ABRAHAM、HEL TDなどの2008年末段階で開発中の、より本格的な兵器群がある。

## C-RAMの全体像
20世紀末からアメリカ軍はゲリラから攻撃を受ける非対称型の戦闘を強いられることが多くなり、その内の代表的な攻撃方法がロケット弾や迫撃砲弾による攻撃であった。米軍ではこういった攻撃を早期に探知して空中で迎撃・破壊する兵器システムが求められた。
これら放物線を描いて飛来する敵弾をごく短時間の対処時間の内に探知して空中で迎撃・破壊するには高度な技術的困難性が伴い、ミニミサイル防衛と呼べるものである。そこで、C-RAMは新たな技術開発を必要としない現在手元に存在する技術によって暫定的な兵器を製作してみる方法と、新規に技術開発を必要とする本格的な兵器を生み出す方法の2つを平行して行うことになった。
APSでは車両や艦船に直進してくる敵弾（ミサイルなど）を迎撃するのに対して、C-RAMでは放物線を描いて飛来する敵弾（迫撃砲など）を迎撃する。BMD（弾道ミサイル防衛）では超遠距離から極めて高速で飛来する弾道ミサイルを迎撃するのに対して、C-RAMでは比較的近距離からの中低速で飛来する砲弾を迎撃する。

### C-RAM兵器システム一覧
- 暫定的C-RAM
  - LPWS
  - NBS C-RAM
- 本格的C-RAM
  - EAPS
  - Iron Dome
  - ABRAHAM
  - HEL TD[1]

## LPWS

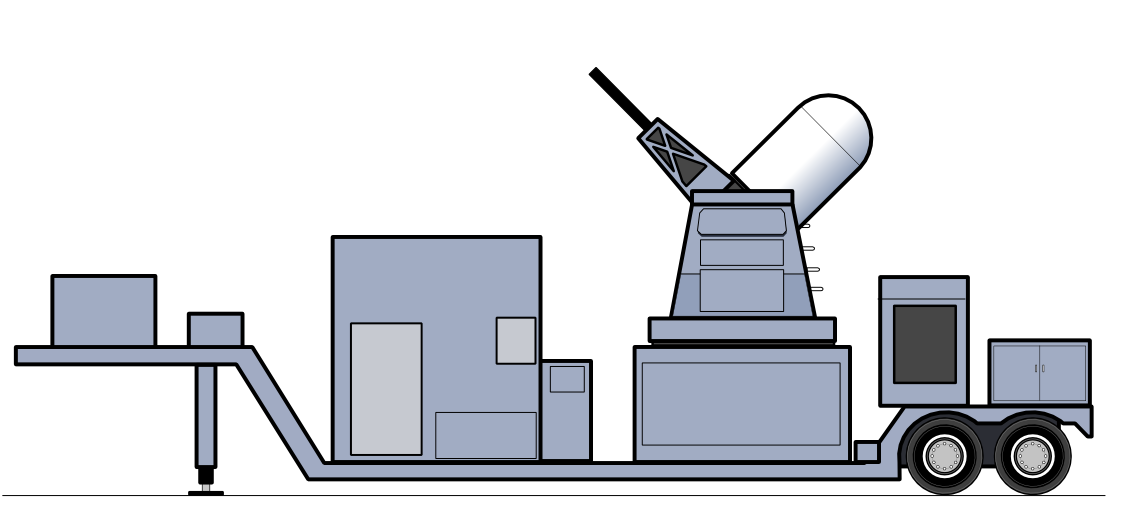
LPWSの概略図

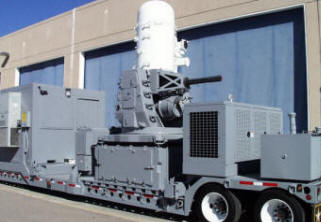
Land-Based Phalanx Weapon System

アメリカ陸軍では、C-RAMの暫定的な兵器システムとしてLPWS（Land-based Phalanx Weapon System）をノースロップ・グラマン社と開発中であり、既にイラクで試験運用が行なわれた。このシステムがイラクで敵弾の迎撃に成功したことを受けて、本格的な運用の検討を開始した。
本兵器システムは、元々1984年からアメリカ海軍の艦艇に搭載されているレーダー照準式20mm対空機関砲ファランクス近接防御システムを、アメリカ陸軍がノースロップ・グラマンと協力して地上車両搭載型を作り、2005年夏から試験的に使用してきた。LPWSではロケット弾や迫撃砲弾からの攻撃を受けた時、直ちに着弾地点を予想して付近の将兵へ避難する時間を与え、また、反撃を指示することができる。
使用する弾薬は、地上への付随被害を最小化するために艦載用の通常の20mm Mk149 Mod 4 APDS弾に自爆機能が付加された、M940 MPT-SD（多目的曳光弾 - 自爆機能付き）を使用している。イラクでの迎撃成功もそれほど優秀な成績であったかは疑問もある。
米陸軍ではC-RAMの継続使用と普及のためにノースロップ・グラマン社と7,100万米ドルの契約を結んだとされる。

### 構成
- 20mmファランクス近接防御システム
  - 捜索レーダー
  - 追尾レーダー
- IFF（敵味方識別）レーダー
- 自動メンテナンスシステム、および、データモニター
- 携帯式リモートコントローラ、および、光ファイバーケーブルインターフェース[1]
- 発電機
- 牽引式低床トレーラー

### 動作
敵からの攻撃に対する迎撃動作
1. AN/TPQ-36 対砲迫レーダー、またはトレーラー車載のファランクス近接防御システムの上部ドーム内最上部の索敵レーダーによりロケット弾や迫撃砲弾の飛来を感知する
2. ファランクス近接防御システムの上半部を飛来物方向へ指向する
3. 上部ドーム内主要部の大型照準レーダーで飛来物を探知する
4. 目標砲弾の飛翔から未来位置を予測する
5. 車載のM61A1 6砲身20mmバルカン機関砲を未来位置へ連続発射する
6. 連続的に発射されたHEIT-SD（High-Explosive Incendiary Tracer, Self-Destruct）弾のいくつかが目標のロケット弾または迫撃砲弾に直撃・爆発することで敵弾を破壊する

着弾地点の自軍への警報方法や、反撃の指示方法については不明である。

## NBS C-RAM
NBS C-RAMもLPWSと同様に他の暫定的なC-RAM兵器システムである。既存のSkyshield対空機関砲システムを元に製作されており、現在ではMANTIS次期防空システムとも呼ばれるシステムである。

## EAPS

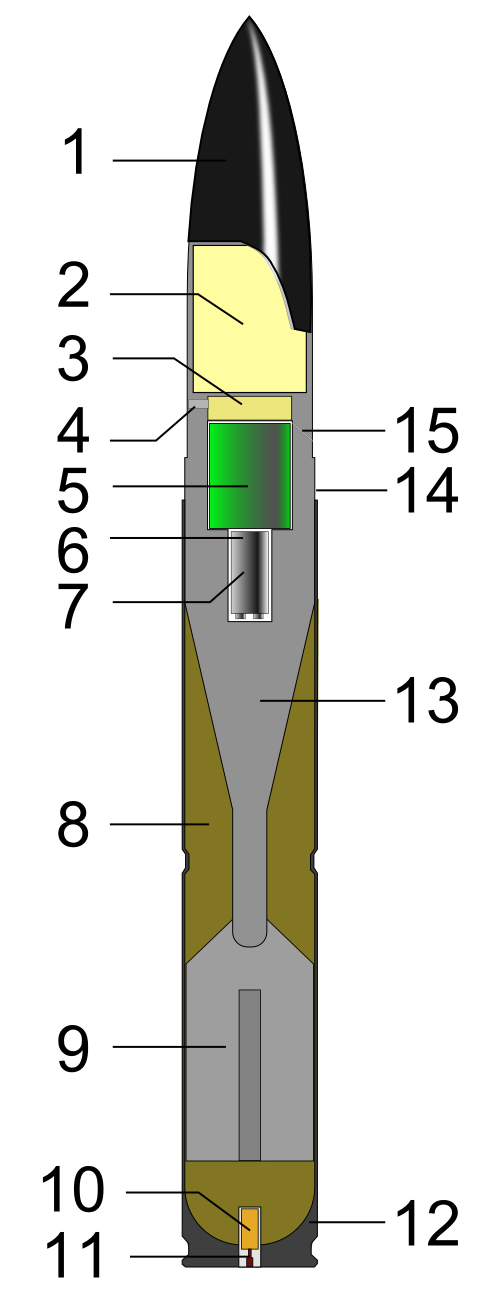
EAPSの弾道修正弾
1.前方飛散型破片弾頭 2.炸薬 3.スラスター薬剤 4.スラスター噴気口 5.電子回路 6.接続コネクター 7.電池 8.発射薬 9.尾翼 10.伝爆薬 11.火菅 12.薬莢 13.弾体 14.弾帯 15.アンテナ

アメリカ軍は、82mm迫撃砲弾などのRAM（ロケット弾、砲弾、迫撃砲弾）に対する迎撃シミュレーションを行い、20-75mmまでの機関砲において、榴弾、徹甲弾、弾道修正の有無といった弾種の中で最も有効な組み合わせを、ブッシュマスターIII 50mm機関砲で弾道修正弾とした。この研究を基に開発されているC-RAM兵器がEAPS（Extended Area Protection & Survivability）である。
弾道修正弾とは、弾丸にアンテナ、電子回路、軌道修正用側方スラスターを持ち、射撃後、砲口を離れた空中で自身の軌道を修正する機能を持つ砲弾である。
砲側のATSレーダーが敵の弾道と10発程度バースト射撃され、飛翔中の弾道修正弾の軌道を追跡し、射撃管制装置内での演算によって必要な軌道修正を求めて、別のアンテナにより空中の弾道修正弾へ電波で指令する。
EAPSでの弾道修正弾は、さらに前方飛散型破片弾頭を弾体先端部に備えており、ATSレーダーでの敵味方の空中距離と速度を測定し、最適なタイミングでこの弾頭を起爆するように指令する。前方飛散型破片弾頭は前方に向けて円錐形に多数の破片を投射し、敵弾を撃破するもので、現在すでに実用化されている、MEFP（Multiple Explosively Formed Penetrator、多目的破片爆発成形弾）弾頭や、LOS-MP（Line of Sight-Multi Purpose、見通し内・多目的）弾を基に、DiFrag（Directional Fragmenting）弾頭を開発中である。弾頭には前方飛散型破片弾頭の他にも徹甲弾頭型も考慮されている。
この弾道修正弾は、当初は尾翼を備える形式のみであったが、フレアを備えた形式も検討されている。
システムは複数の敵弾に対して同時に誘導するよう求められており、50mmの弾丸内に高度なスラスター機能を組み込むなど弾道修正弾の開発が最も技術的な困難が伴う。本システムの要求レベルは高い。
2連装のブッシュマスターIII機関砲とATSレーダーを含むシステム全体を、装軌車両であるMLRSや装輪車両であるLAVの車台上に搭載することが検討されている。
アメリカ陸軍とATK社、Arrowtech社、Technovative Applications社などが開発を進めているが、開発途上であり今後も長時間が掛かると考えられている。

### 構成
- 50mm ブッシュマスターIII機関砲×2連装
- ATSレーダー
- 射撃管制装置
- その他

最終的には車載型とされる予定である。

## Iron Dome
「アイアンドーム」（Iron Dome）は、イスラエルのラファエル社が開発した迎撃ミサイル・システムである。
捕捉・追跡レーダーが敵のRAM（ロケット弾、砲弾、迫撃砲弾）を検知して、BMC（Battle Management & Control）と呼ばれる射撃管制装置に知らせる。BMCはそれが自陣営に有害と判断すれば、垂直ミサイル発射機に迎撃ミサイルの発射を指令する。迎撃ミサイルは捕捉・追跡レーダーとBMCによって中間誘導され、最終段階では自らのレーダー・シーカーで目標を捕らえて接近し弾頭を起爆して目標を破壊する。

## ABRAHAM
「アブラハム」（ABRAHAM）は、スウェーデンBAE Systems AB社（元BAE Systems Bofors社）が開発中の多用途なミサイル・システムである。最初は、地上での地点防空用と海上での個艦防御用、そして対小舟艇用のミサイルとして開発が始まり、これらに加えて迫撃砲弾の迎撃や対地攻撃という用途も追加されたコンパクトな多用途ミサイル・システムである。
6個のレーザー距離計を備える回転式のミサイルと捜索レーダーなどで構成され、15kmまでの空中目標探知と3kmまでの迫撃砲弾の迎撃性能を予定している。ミサイル弾頭はタングステン弾子を前方へ打ち出す形式であり、起爆モードは長距離・短距離を持ち、爆轟と爆燃の選択も行なえる。開発の成否はまだ判らない。
進行中の英国のFRES装輪装甲車開発計画にもABRAHAMの搭載が予定されている。

## HEL TD
主にTHELのようなBMD（弾道ミサイル防衛）用の迎撃兵器をRAMにも広げようというものである。
HEL TD（高エネルギーレーザー 技術実証）を経て実用を目指すが、高エネルギーレーザーの発射装置本体での大きな課題はないが、コンパクトな電源装置の目処が立っていない。